# Tian Lei
Tian Lei (chiń. 田雷; ur. 30 listopada 1970) – chiński zapaśnik w stylu klasycznym. Olimpijczyk z Barcelony 1992, gdzie zajął szóste miejsce w kategorii 130 kg.
Dwukrotny uczestnik mistrzostw świata, ósmy w 1994. Zdobył złoty medal na mistrzostwach Azji w 1992 i brązowy w 1989 roku.